# 出入国証印

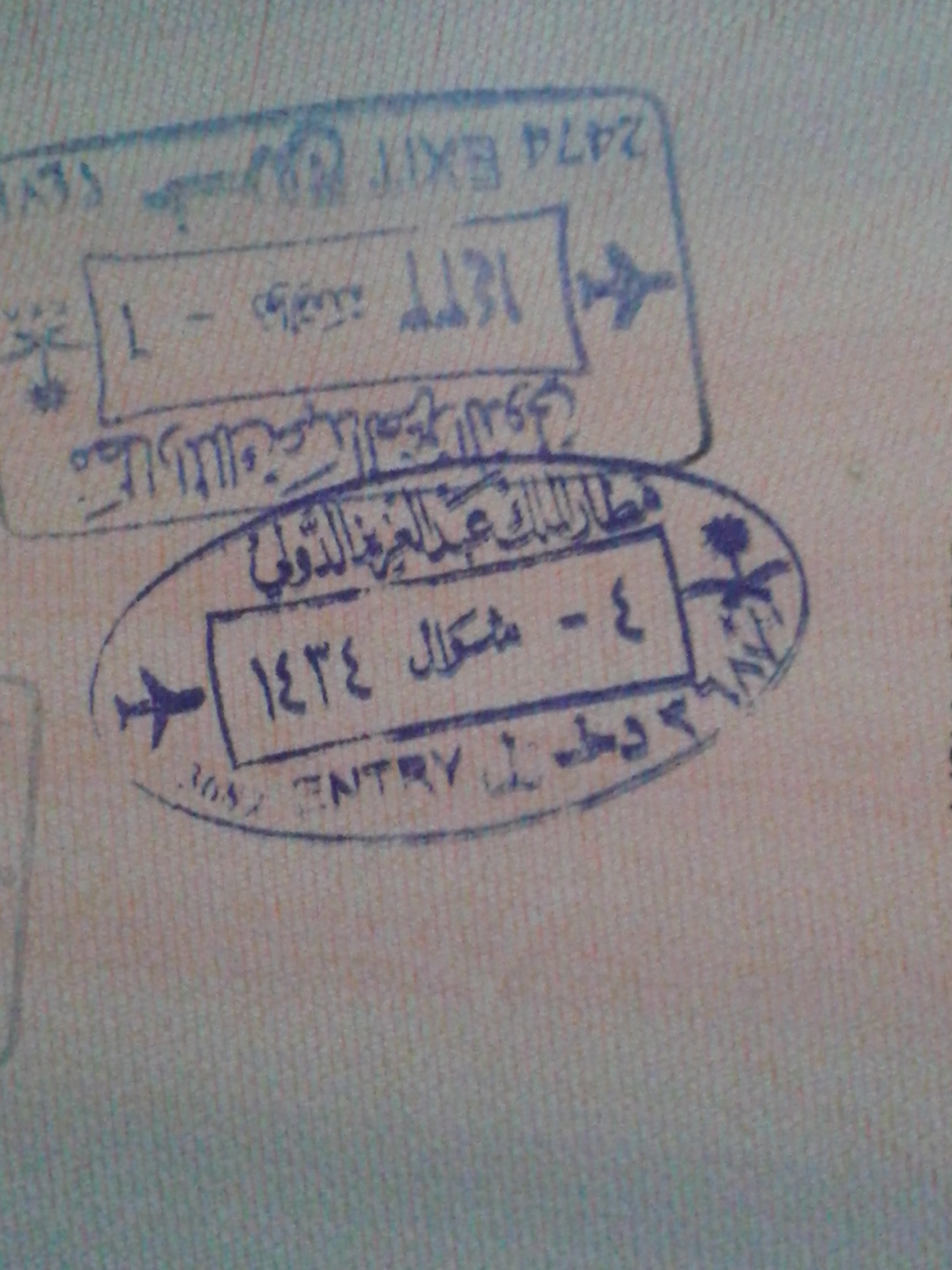
サウジアラビアのキング・アブドゥルアズィーズ国際空港でフィリピン旅券に捺された出入国証印。日付がヒジュラ暦で表記されている。

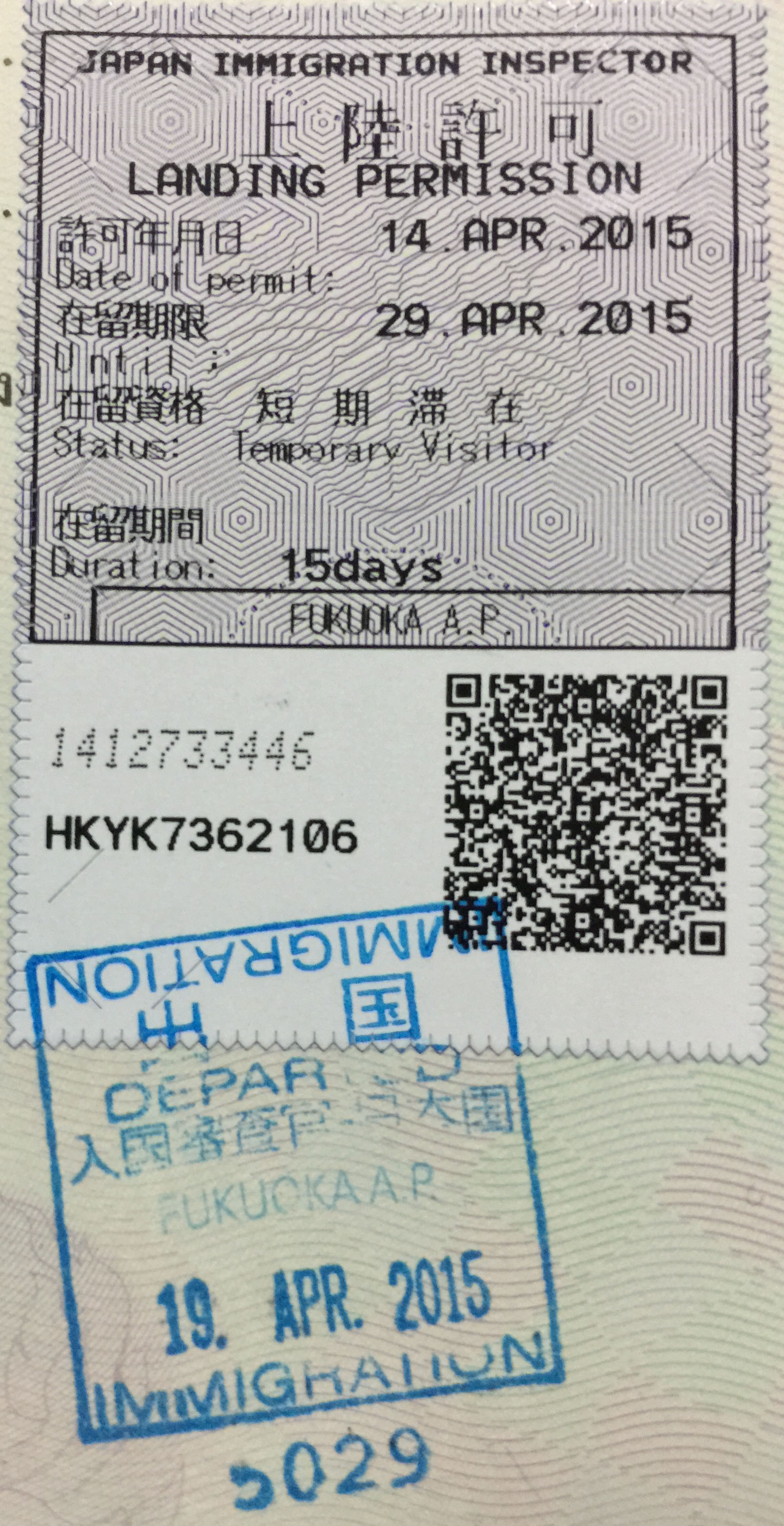
福岡空港でタイ王国旅券に捺された上陸許可証印と出国証印。上陸許可証印はステッカー式で、QRコードが付されている。

出入国証印（しゅつにゅうこくしょういん、英語:Immigration Stamp）は、出入国管理を目的に、旅券の査証欄に捺される証印である。出入国スタンプとも呼ばれる。
出入国証印は出国証印と入国証印の総称で、さらに入国証印は日本においては外国人については上陸許可証印、日本人については帰国証印に分類される。
出入国証印は、旅行者がその国に入国したり出国したりする際に、出入国管理当局によって旅券を確認し（入国の際には入国審査をし）、旅券に証印を捺す。オーストラリア、カナダ、アメリカ、ニュージーランド、アイルランド、イギリス、韓国などの国では、出国証印を省略することがある。
出入国証印はゴム印により捺される国が多い。証印には押印日のほか、入国証印の場合は滞在許可期間を付記するほか、入国管理上必要とする事項を併記することがある。ゴム印の形状やインクの色が管理上特定の意味を有する場合もある。また、日本の上陸許可証印や韓国の入国証印シールのように、ステッカー式を採用している場合もある。
なお、成田空港のような複数のターミナルに国際線が就航している空港の一部では、「NARITA(2)」（ターミナル2）の様に括弧内にターミナルを示す数字が入る。
イスラエル、香港、マカオでは、レシート状の紙に印字されたものが渡され、パスポートへの貼りつけもされない。紛失した場合でも出入国管理局で再発行の必要はなく、出国時に提出しなくても出国手続きに問題はないが、念のため滞在期間中は保管しておくことが推奨される。
また、自動化ゲートを利用した場合、出入国証印は押印されない。